# پمپ تیغه دورانی

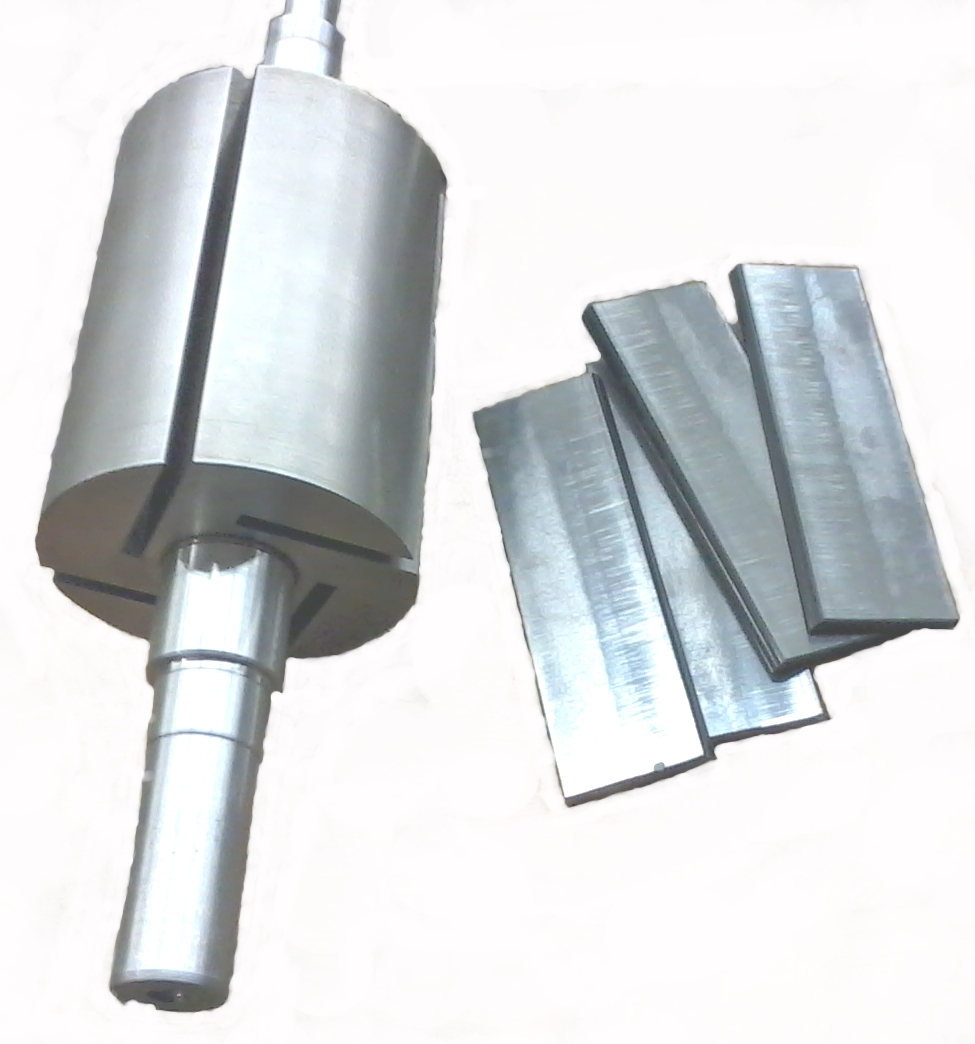
روتور و تیغه‌های یک پمپ تیغه دورانی

پمپ تیغه دورانی (به انگلیسی: Rotary vane pump) نوعی پمپ جابجایی مثبت است که شامل تیغه یا پره‌هایی است که داخل یک روتور نصب شده‌است و کل این مجموعه داخل محفظه ای دوران می‌کند. در بعضی موارد این تیغه‌ها ممکن است طول متغیری داشته باشند یا فشرده شوند تا در همه وضعیت‌ها با بدنه محفظه در تماس باقی بمانند.